# 聖經蕭靜山譯本
《新經全集》，通稱《聖經蕭靜山譯本》，是天主教耶穌會蕭靜山司鐸（本堂神父）獨力翻譯的《新約聖經》現代漢語白話文全譯本，附有許多譯註。
蕭神父根據拉丁文《武加大譯本》，1919年《四福音書》譯完出版，1922年《新經全集》譯完出版，1948年按照希臘原文修訂。
耶穌會在台灣自營的出版社光啟文化事業曾幾次重印蕭司鐸的全部譯文連同譯註。
後由該社的編譯部門光啟編譯館再據原文重新修訂，推出《新經全集(新譯本)》，再版了4次，最新的版次是1992年12月的第5版。